# ランスティングヴェストマンランド
ランスティングヴェストマンランド (Landstinget Västmanland) はヴェストマンランド県の公衆衛生と医療、交通、図書館等文化関連事業を主に担当するランスティングである。ランスティング議会(landstingsfullmäktige)の定数は77名。会派は中央の議会に議席を持っている8政党で構成されている。
議会での決定を実行するための機関として、議会の下に執行委員会が設けられている。